# Lijst van burgemeesters van Bunnik
Dit is een lijst van burgemeesters van de Nederlandse gemeente Bunnik in de provincie Utrecht.
| Ambtsperiode                        | Naam burgemeester                                         | Partij of stroming | Bijzonderheden |
| ----------------------------------- | --------------------------------------------------------- | ------------------ | --- |
| 18?? - 18??                         | H. Kamperdijk                                             |                    | |
| 18?? - 1850                         | J.G. Geelkerken                                           |                    | vanaf 1844 tevens burgemeester van Rhijnauwen                                                                                        |
| 1850 - 1853                         | mr. C.W.E.C. baron de Geer                                |                    | tevens burgemeester van Rhijnauwen (1850-1853), Odijk (1847-1853) en Werkhoven (1846-1853)                                           |
| 1853 - 1865                         | IJsbrand (IJ.J.H.) de Kock (1826-1893)                    |                    | tevens burgemeester van Rhijnauwen (tot opheffing in 1857), Odijk en Werkhoven                                                       |
| 1865 - 1871                         | C.H. Ruygrok                                              |                    | tevens burgemeester van Odijk en Werkhoven                                                                                           |
| 1871 - 1887                         | jhr. mr. F.H. de Pesters                                  |                    | tevens burgemeester van Odijk en Werkhoven                                                                                           |
| 1887 - 1899                         | mr. Gijsbert baron van Hardenbroek (1859-1941)            |                    | tevens burgemeester van Odijk en Werkhoven                                                                                           |
| 1899 - 1901                         | Harmannus Eizo Bunnik (1860 Nijmegen - 1910 's Gravenhage |                    | tevens burgemeester van Odijk en Werkhoven                                                                                           |
| 1901 - 1936                         | mr. Willem Jabes van Beeck Calkoen (1871-1945)            |                    | tevens burgemeester van Odijk en Werkhoven                                                                                           |
| 1936 - 1941                         | Eugène (E.A.M.J.) van de Weijer                           |                    | tevens burgemeester van Odijk en Werkhoven en bovendien vanaf 1959 waarnemend burgemeester van Houten, Schalkwijk en Tull en 't Waal |
| 1942 - 1945                         | A.H.Th. Nijland                                           | NSB                | tevens burgemeester van Odijk en Werkhoven                                                                                           |
| 1945 - 1961                         | Eugène (E.A.M.J.) van de Weijer                           |                    | tevens burgemeester van Odijk en Werkhoven en bovendien vanaf 1959 waarnemend burgemeester van Houten, Schalkwijk en Tull en 't Waal |
| 1961 - 1 december 1979              | F.R.M. Meltzer                                            | KVP                | eerder burgemeester van Schipluiden; in 1964 fuseerden Bunnik, Odijk en Werkhoven tot de nieuwe gemeente Bunnik                      |
| 1 april 1980 - 1986                 | drs. Jules (J.V.M.) Steegmans                             | CDA                | |
| 1986 - 1992                         | dr. Hendrik (Henk) Rebel                                  | CDA                | werd burgemeester van Stadskanaal |
| 1993 - 16 maart 2000                | Koos Janssen                                              | CDA                | |
| 1 april 2000 - 1 november 2000      | Marianne Burgman                                          | VVD                | waarnemend burgemeester |
| 1 november 2000 - 1 september 2008  | Hélène van Rijnbach-de Groot                              | CDA                | |
| 1 september 2008 - 20 april 2009    | Tine van der Stroom-van Ewijk                             | VVD                | waarnemend burgemeester |
| 20 april 2009 - 4 september 2017    | Hans Martijn Ostendorp                                    | CDA                | |
| 5 september 2017 - 14 november 2018 | Roland van Schelven                                       | D66                | waarnemend burgemeester |
| 15 november 2018 -                  | Ruud van Bennekom                                         | PvdA               | |